# Герб Соломонових Островів
Герб Соломонових Островів прийнятий 7 липня 1978 року.

## Опис
У золотому щиті зелений андріївський хрест, обтяжений двома схрещеними срібними списами з чорними луком і стрілами і коричневим традиційним щитом. Праворуч і ліворуч від зображення щита знаходяться зображення коричневої черепахи. Синя глава обтяжена орлом між двома фрегатами природних кольорів.
Щит покритий шоломом. Намет і буралет є срібно-блакитний. Над шоломом — зображення традиційного човна у сріблі, над яким — стилізоване зображення золотого сонця. Щитотримачі: зелений крокодил і акула.
Щит знаходиться на стилізованому коричневому зображенні фрегата, під яким розташований національний девіз Соломонових Островів англійською: «To Lead is To Serve» («Лідерство означає службу»).

## Пояснення символіки

Герб Британських Соломонових Островів на колоніальному прапорі

Численні символи на щиті уособлюють чотири округи, що існували під час британського протекторату. Орел — округ Малаїта, щит — Центральний округ, черепахи — Західний округ і фрегати — Східний округ. Ці чотири символи також перебували на колоніальному гербі, у верхній частині якого також було розташоване зображення лева. На іншому колоніальному гербі знаходиться зображення срібної черепахи; верхня частина герба пофарбована в чорний колір з вісьмома срібними вістрями, які символізують вісім головних островів колишньої колонії.